# Бардуа, Каролина
Каролина Бардуа (нем. Caroline Bardua, также Karoline Bardua; 11 ноября 1781[…], Балленштедт, Ангальт-Бернбург — 2 июня 1864, Балленштедт) — немецкая художница и хозяйка литературного салона. Она была одной из первых женщин среднего класса, которая смогла зарабатывать себе на жизнь как зависимая художница.

## Биография
Каролина Бардуа родилась в Балленштедте, в горах Гарц, в 1781 году, в семье Иоганна Адама Бардуа, камердинера наследного принца Алексия Бернбургского и Софии Сабины Кирхнер.
Первым учителем художницы был Иоганн Генрих Мейер, работавший в Веймаре с 1805 по 1807 год. Там же она познакомилась с Иоганном Вольфгангом фон Гёте, портрет которого она нарисовала. Затем Каролина Бардуа стала ученицей Герхарда фон Кюгельгена в Дрездене вместе с Луизой Зейдлер с 1808 по 1811 год. Здесь она, помимо прочего, делала копии картин. Она познакомилась с Антоном Граффом и Каспаром Давидом Фридрихом.

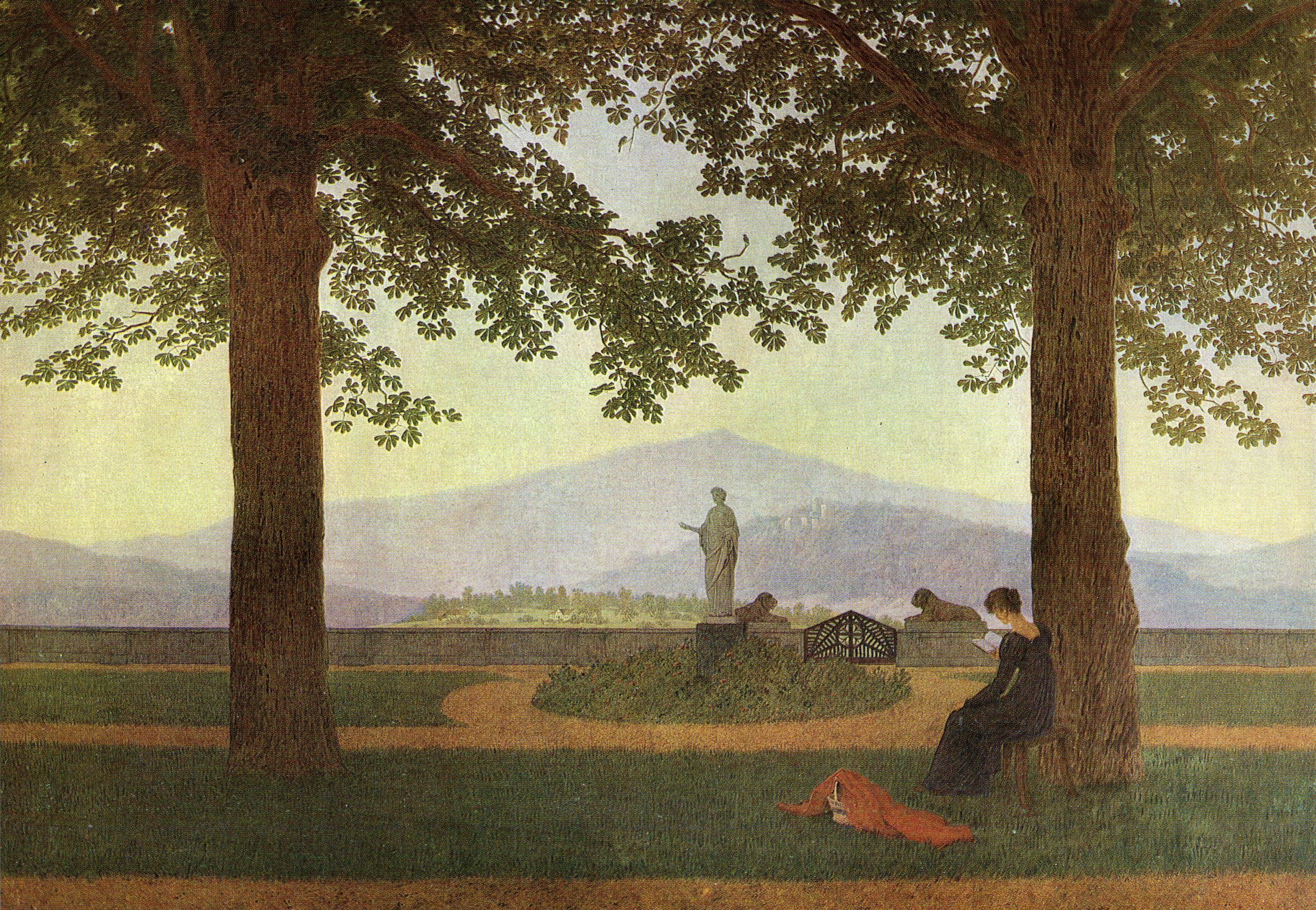
Каспар Давид Фридрих. Садовая терраса. Берлин, Шарлоттенхоф (1811)

В 1811 году, после визита в Балленштедт, Фридрих сделал Бардуа фигурой на своей картине «Садовая терраса». После окончания обучения у Кюгельгена, которое проходило бессистемно, Каролина Бардуа отправилась в поездку в Париж и Франкфурт-на-Майне со своей сестрой, певицей Вильгельминой Бардуа.
В 1819 году обе сестры, которые всю жизнь оставались незамужними, приехали в Берлин, где содержали литературный салон. Одним из частых гостей был писатель Август Фридрих Эрнст Лангбейн.
Работы Каролины Бардуа пользовались спросом в Берлине, но вскоре всё обернулось с точностью до наоборот. В частности, выставка 1822 года, на которой её портреты принцессы Александрины Прусской, принца и других членов королевской семьи были представлены вместе с аналогичными портретами Фридриха Вильгельма фон Шадова, вызвала резкую критику в адрес художницы, которая, в отличие от Шадова, не получила академического художественного образования.
В 1827 году сёстры были вынуждены отказаться от проживания в Берлине по финансовым причинам и начали вести странствующий образ жизни. Это часто приводило их в небольшие города, такие как Гейдельберг или Крефельд, вдали от любой конкуренции. С 1829 по 1832 год они жили во Франкфурте-на-Майне, а с 1832 года снова в Берлине, где возродили свой салон, который посещали не только художники, но и учёные, такие как Фридрих Карл фон Савиньи и Леопольд фон Ранке. В 1852 году они переехали в Балленштедт. После смерти Каролины Бардуа в 1864 году Вильгельмина Бардуа написала биографию своей сестры. Она умерла через год после неё в 1865 году. «Юношеская жизнь художницы Каролины Бардуа» была опубликована посмертно в 1874 году.

«Der Männer Selbstsucht bannte gern die Frauen
Nur in der Hausgeschäfte Kreis
Und vielen grünt (das, Freundin, im Vertrauen)
Auch bloß am Herd ihr Lorbeerreis.
Dich aber rief, beschenkt mit höhern Gaben,
Zur Staffelei der Musen Gunst,
Den Geist mit Geist zu fesseln und zu laben,
Gelingt dem Zauber deiner Kunst.»
— Стихотворение Августа Фридриха Эрнста Лангбейна, посвящённое Каролине Бардуа

## Творчество
Каролина Бардуа в основном создавала портреты и делала копии картин. Среди портретируемых — такие личности, как Каспар Давид Фридрих, которого она изобразила маслом незадолго до его смерти, Юлиус Эдуард Хитциг, Никколо Паганини, Иоганн Вольфганг фон Гёте, его жена Кристиана фон Гёте и Иоганна Шопенгауэр.
Она оформляла титульные листы для газеты Kaffeterzeitung. В кругу своих друзей она также выступала в качестве сценографа, например, в пьесе Иоганны Моккель «Савиньи и Фемида, текст и украденная музыка» (Savigny und Themis, Text und gestohlene Musik) в постановке Каролины Бардуа, которую дети Беттины фон Арним исполнили по случаю дня рождения Фридриха Карла фон Савиньи в 1838 году.

«Für die Kunst hatte Karoline Bardua entschiedenen Beruf. An Ausdauer, Fleiß und Konzeptionsfähigkeit übertraf sie ihr Geschlecht und zeichnete sich aufs vorteilhafteste vor allen übrigen Schülerinnen meines Vaters aus, der sich ihrer daher auch mit besonderem Interesse angenommen hatte und sich ihrer Erfolge herzlich freute, solange er lebte.»
— Вильгельм фон Кюгельген

## Почести и награды
- Карл Вильгельм Салис-Контесса написал свою поэму «К Каролине Бардуа» в 1822 году.
- В Дрездене в честь художницы названа улица Каролина-Бардуа-штрассе.
- С 1839 года Каролина Бардуа получала ежегодную пенсию в размере 100 талеров от Академии изящных искусств в Берлине, а в 1857 году она получила медаль от герцога Александра Карла и герцогини Фридерики фон Анхальт-Бернбург «За заслуги Каролины Бардуа в области искусства и науки».
- В Балленштедте в честь сестёр названа улица Бардуаштрассе (нем. Barduastraße), а на месте их рождения в Аллее 37 и в доме в Аллее 38, где сёстры провели свои последние годы, установлены информационные доски.

## Галерея

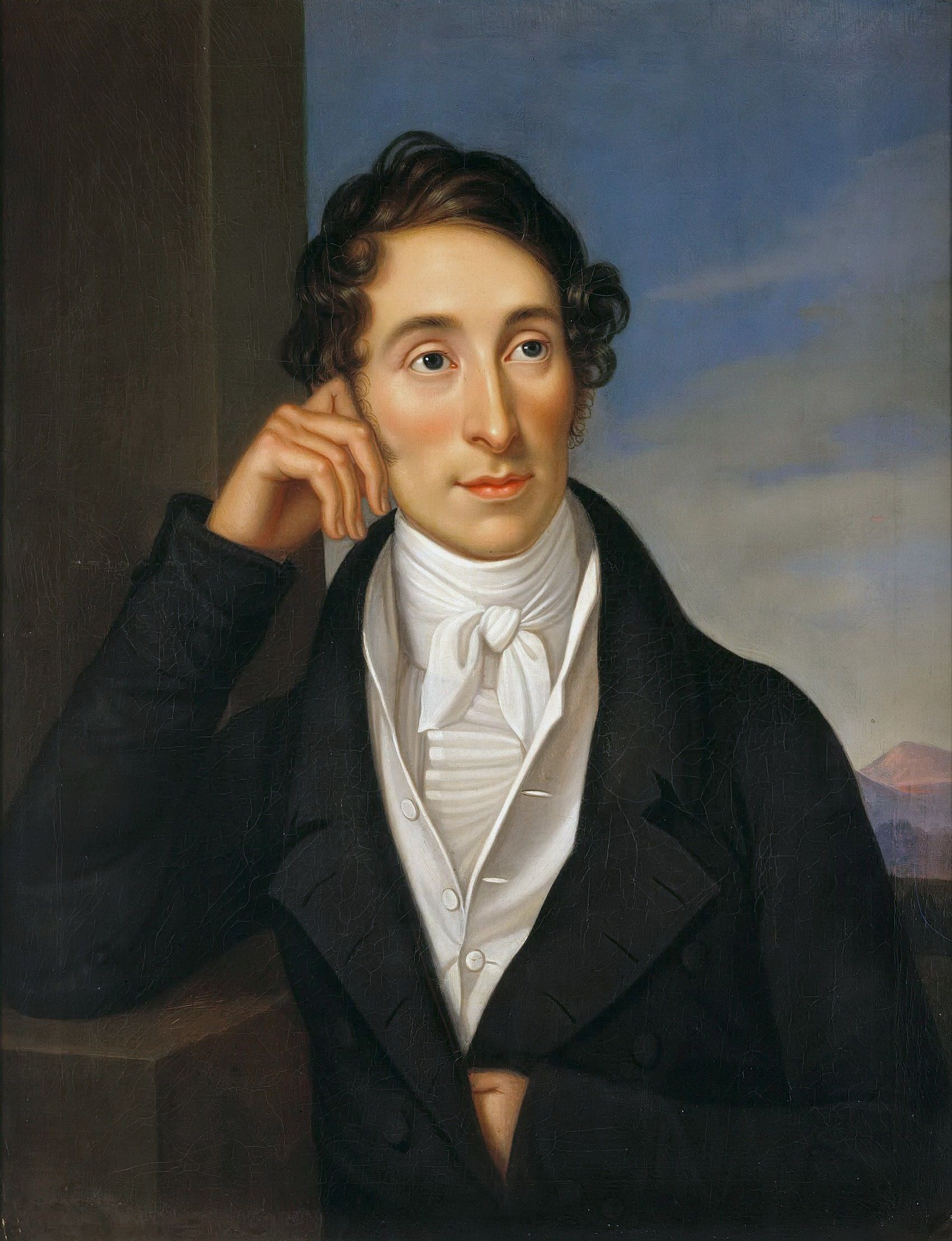
Портрет Карла Марии фон Вебера
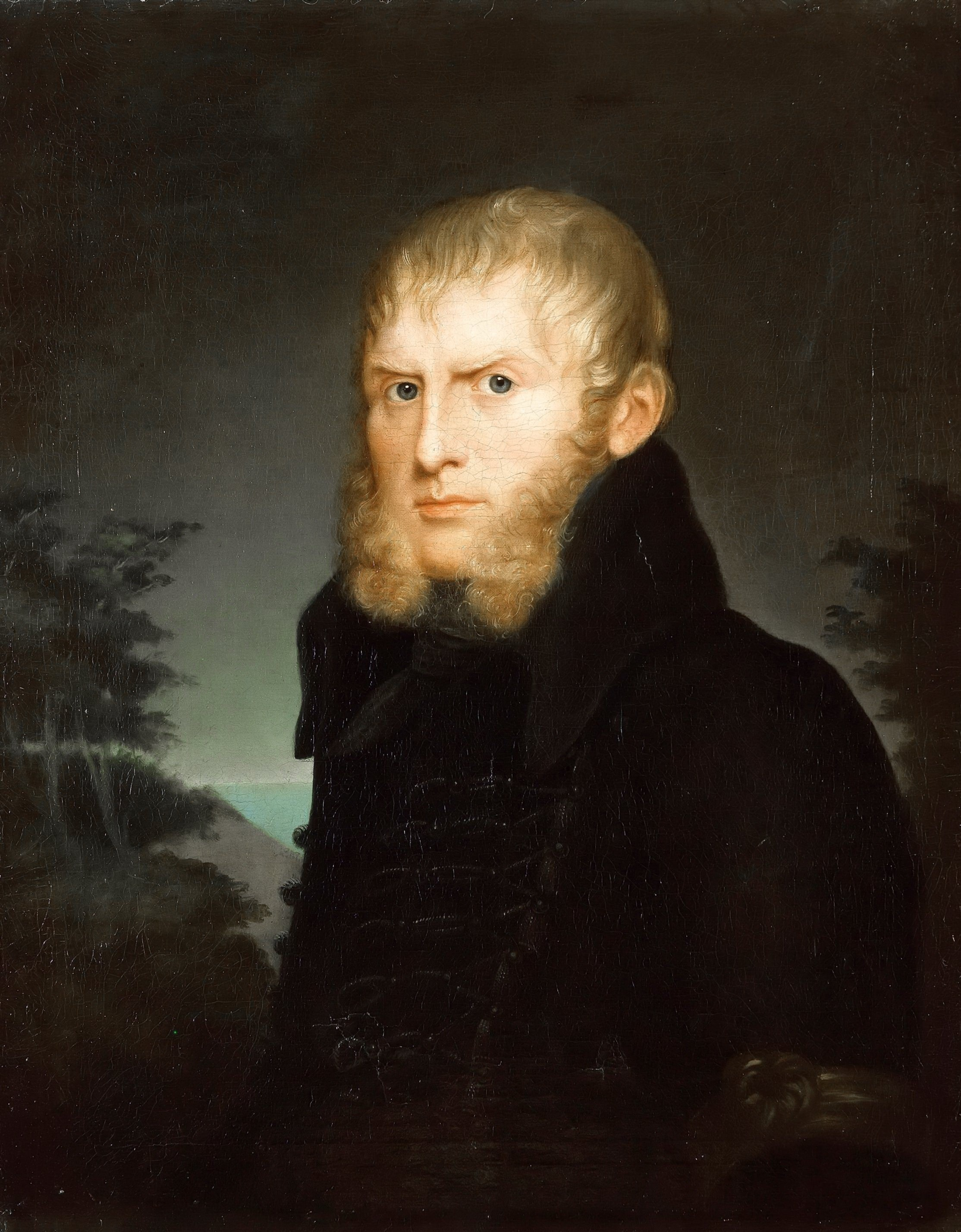
Портрет Давида Фридриха Каспара
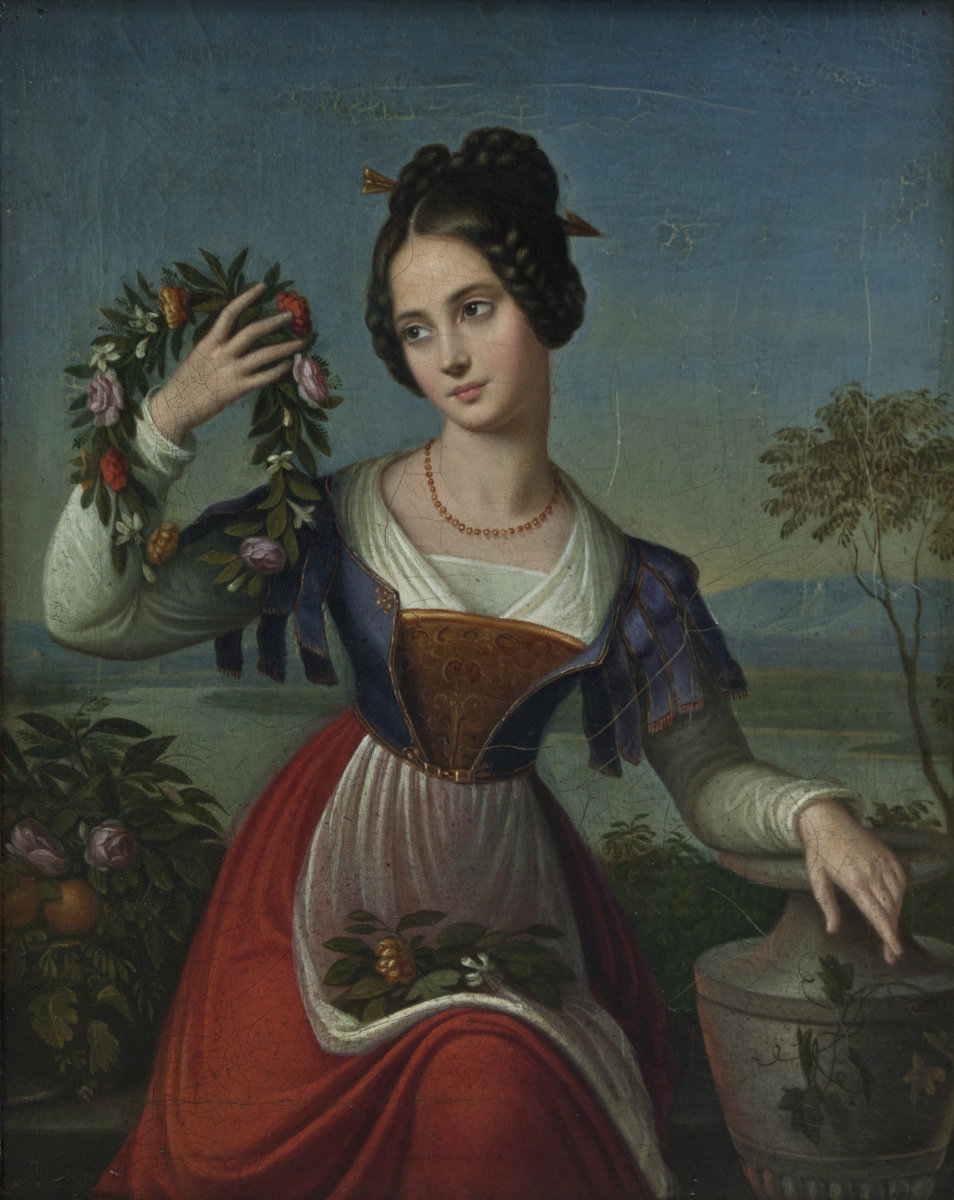
Цветочница
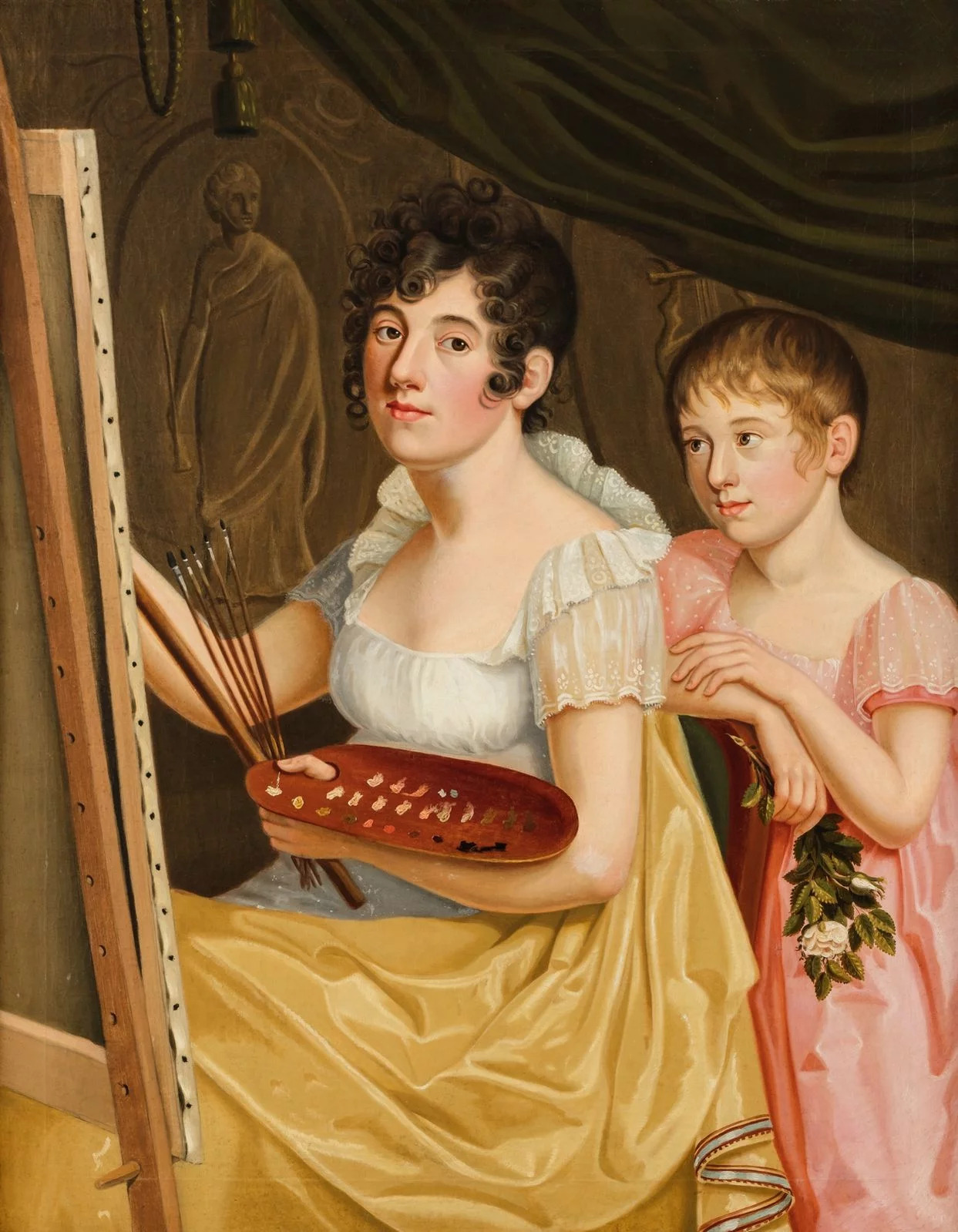
Портрет Иоганны Шопенгауэр с дочерью Аделе
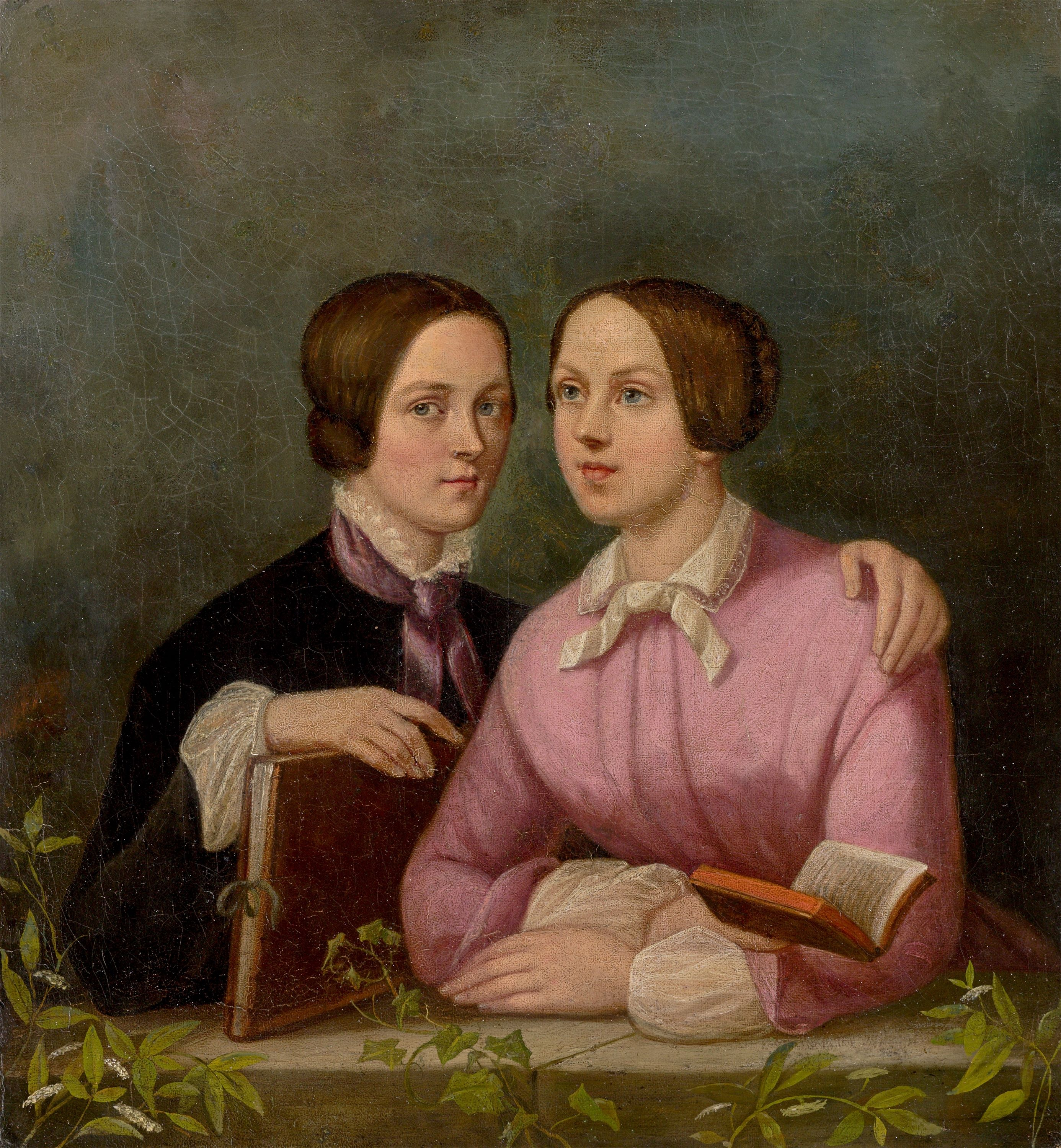
Двойной портрет племянниц Бардуа
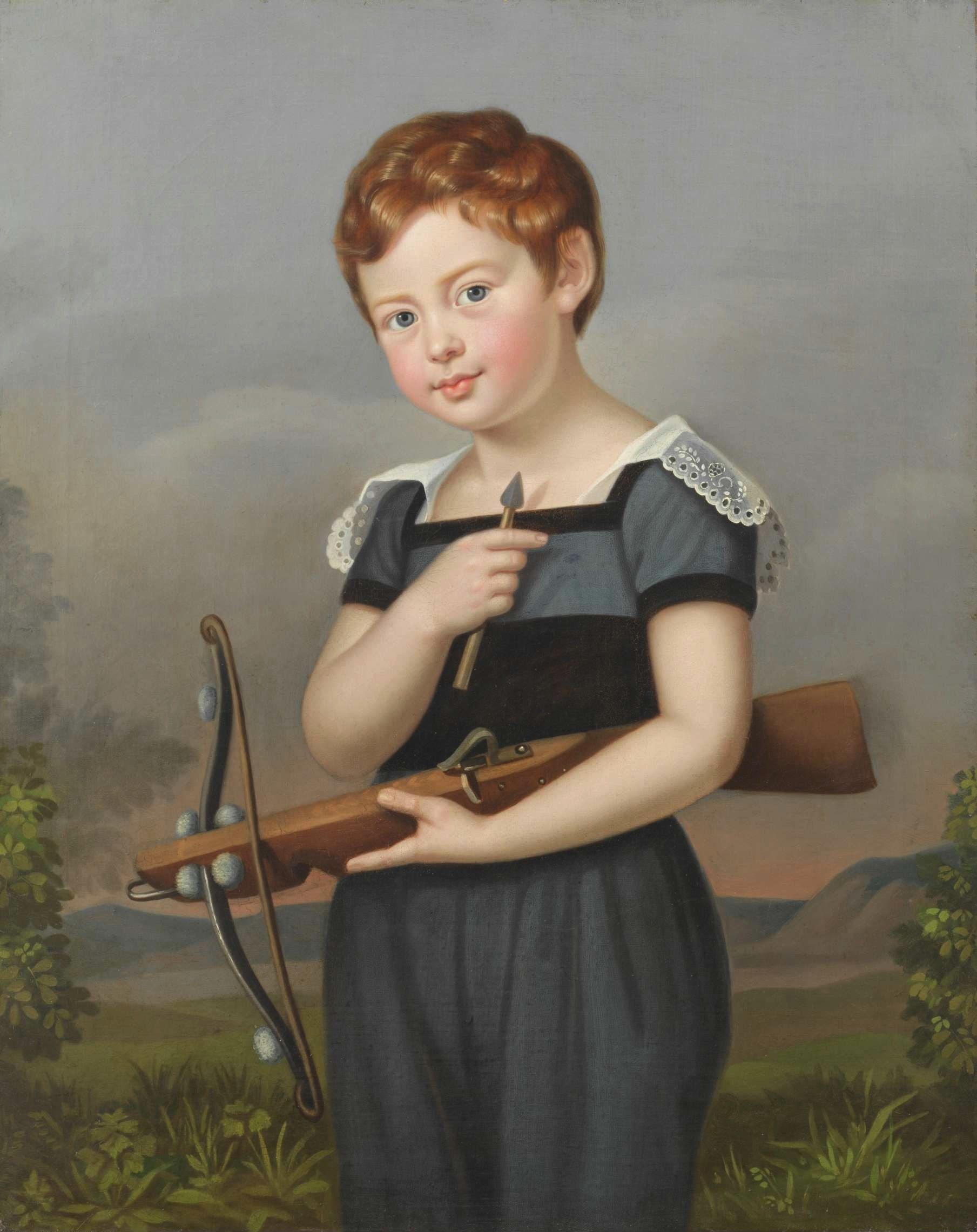
Портрет Оскара ван Герцеле в детстве
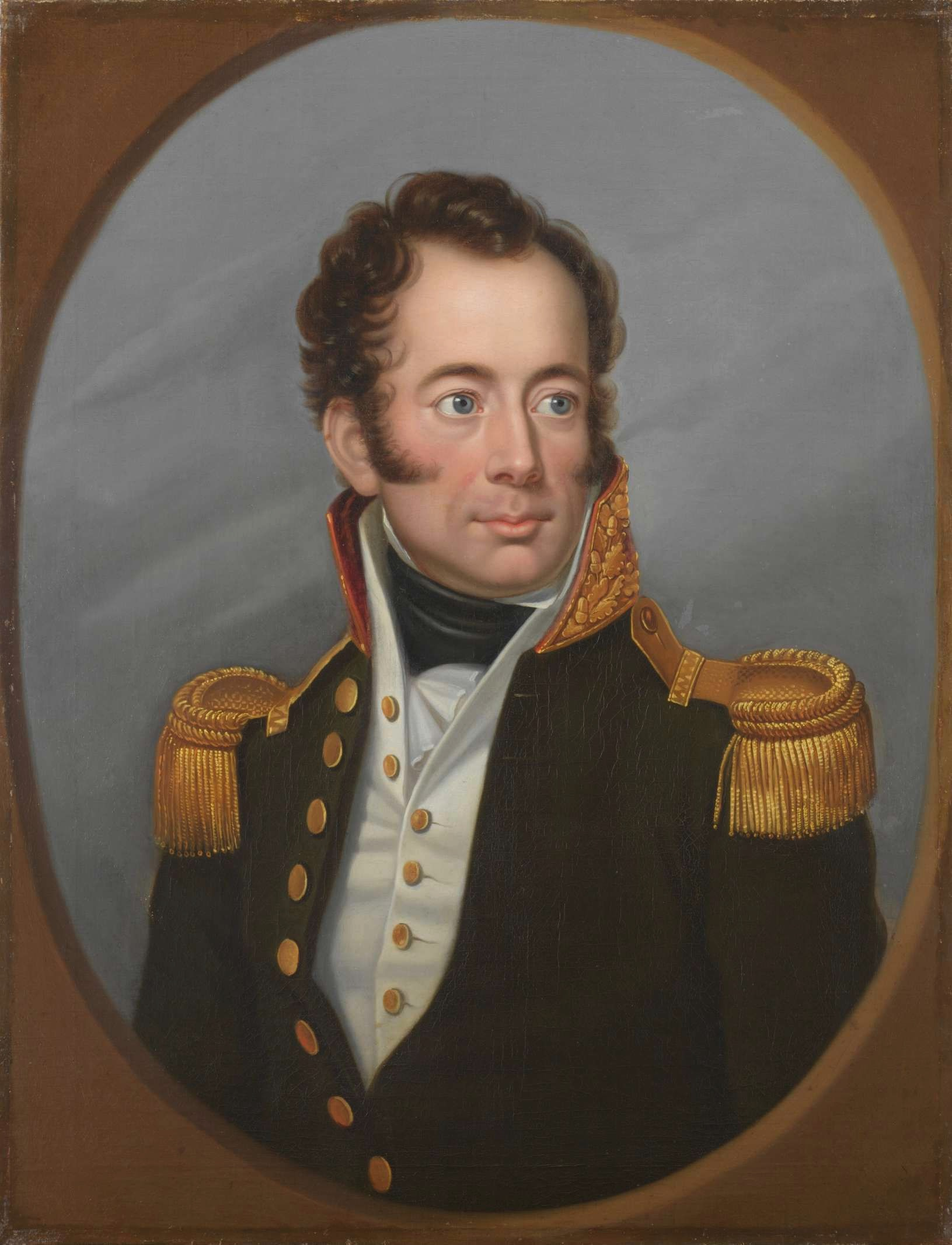
Портрет Питера ван Герцеле
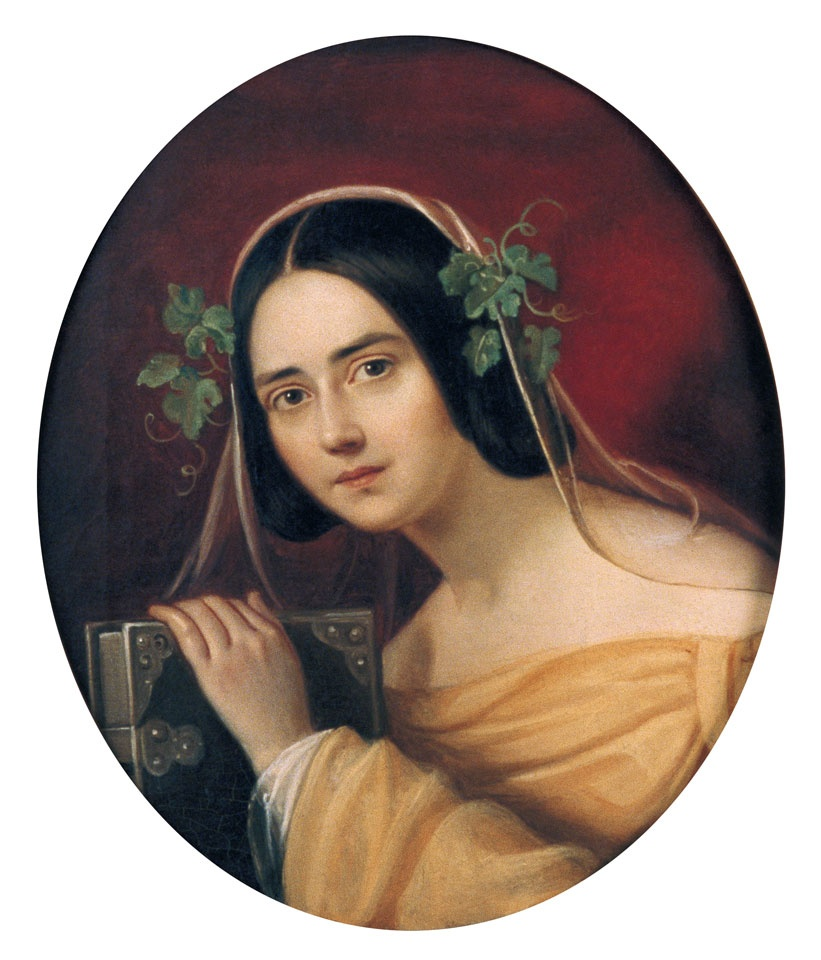
Портрет Максимилианы фон Ориола[нем.]
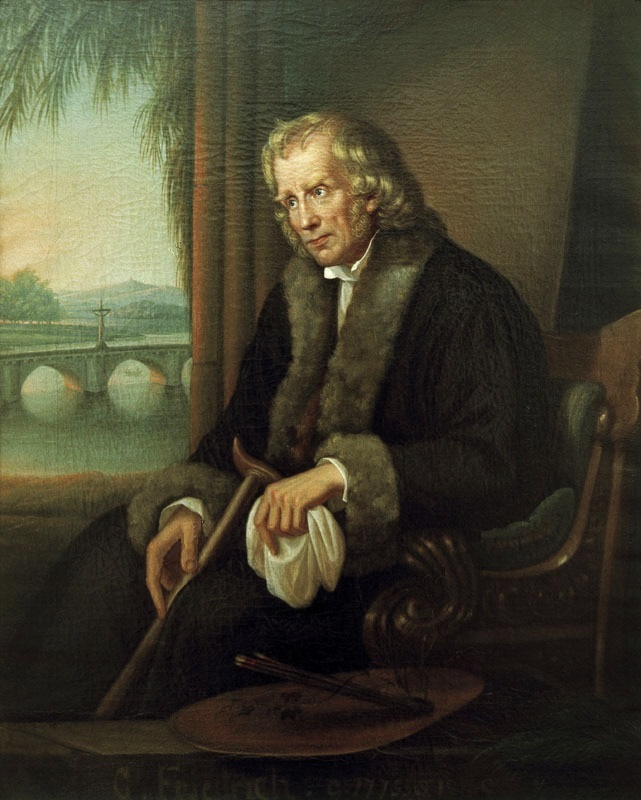
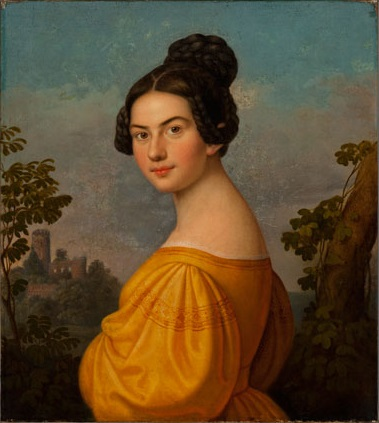
Портрет Эммы де Графф
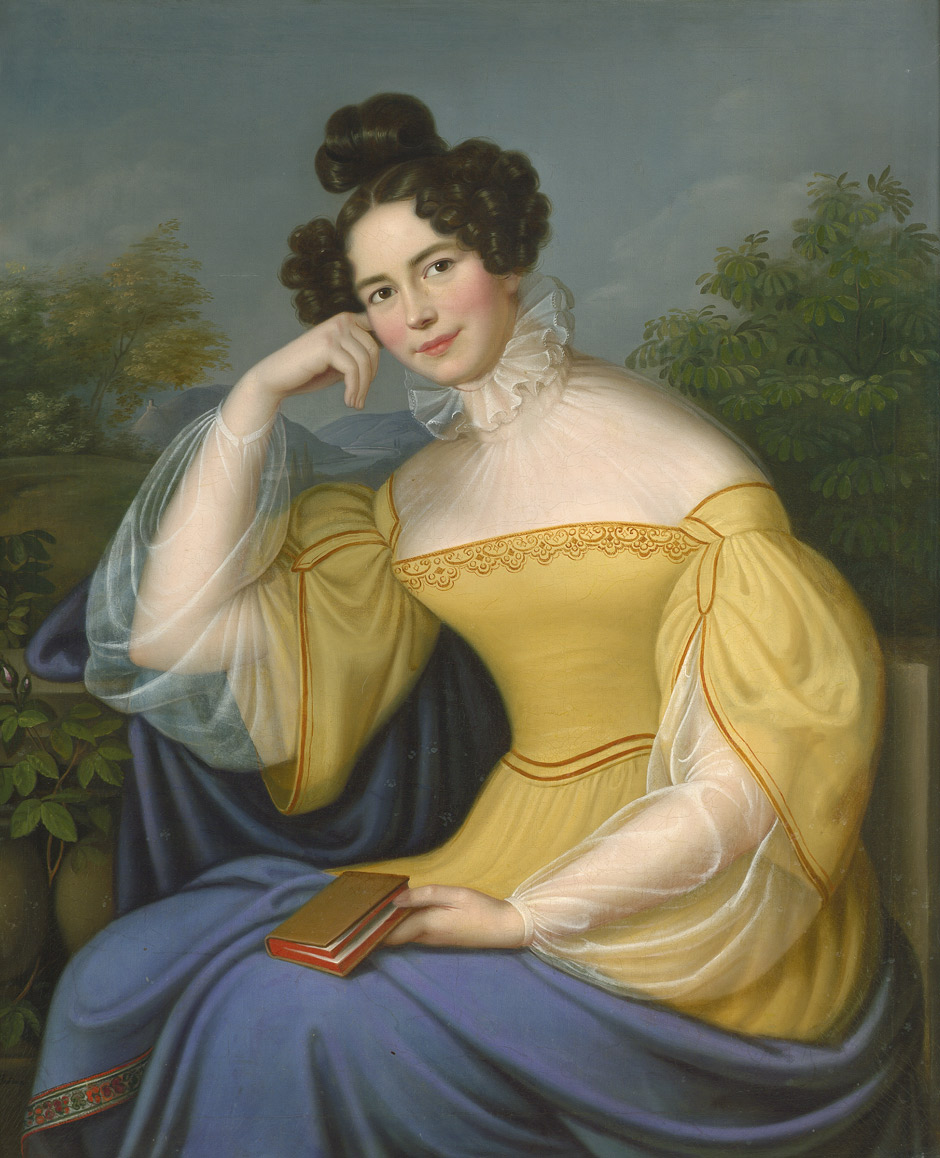
Портрет молодой женщины в жёлтом платье
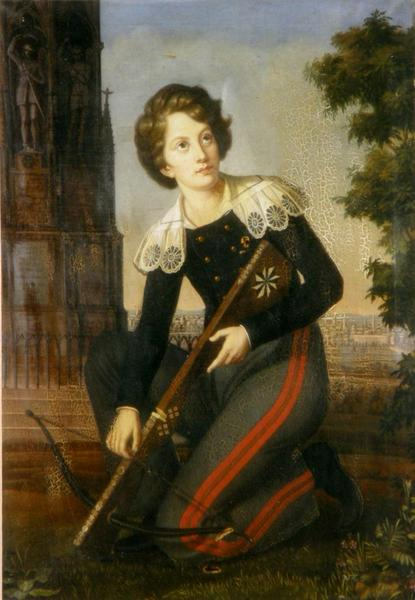
Портрет принца Адальберта Прусского с арбалетом
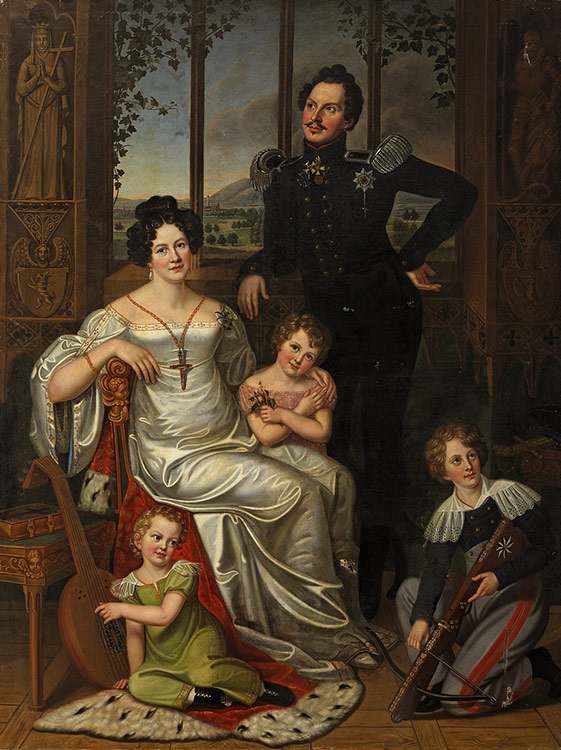
Принц Вильгельм Прусский с супругой, принцессой Марианной Гессен-Гомбургской и детьми
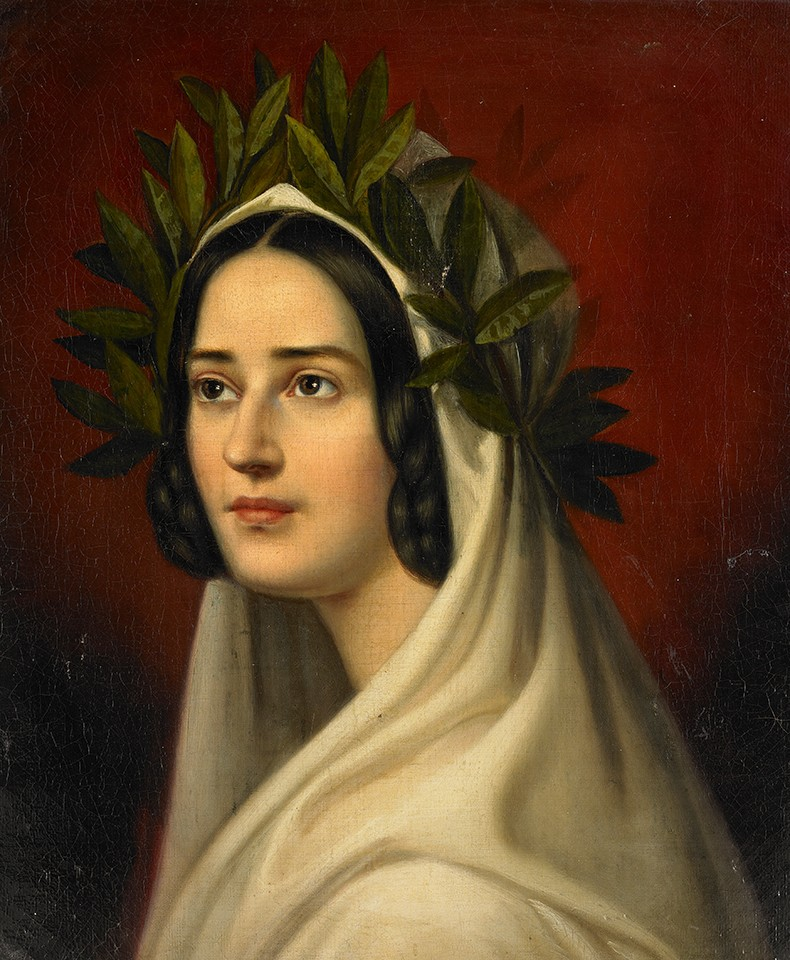
Портрет Максимилианы фон Ориола[нем.] с венком
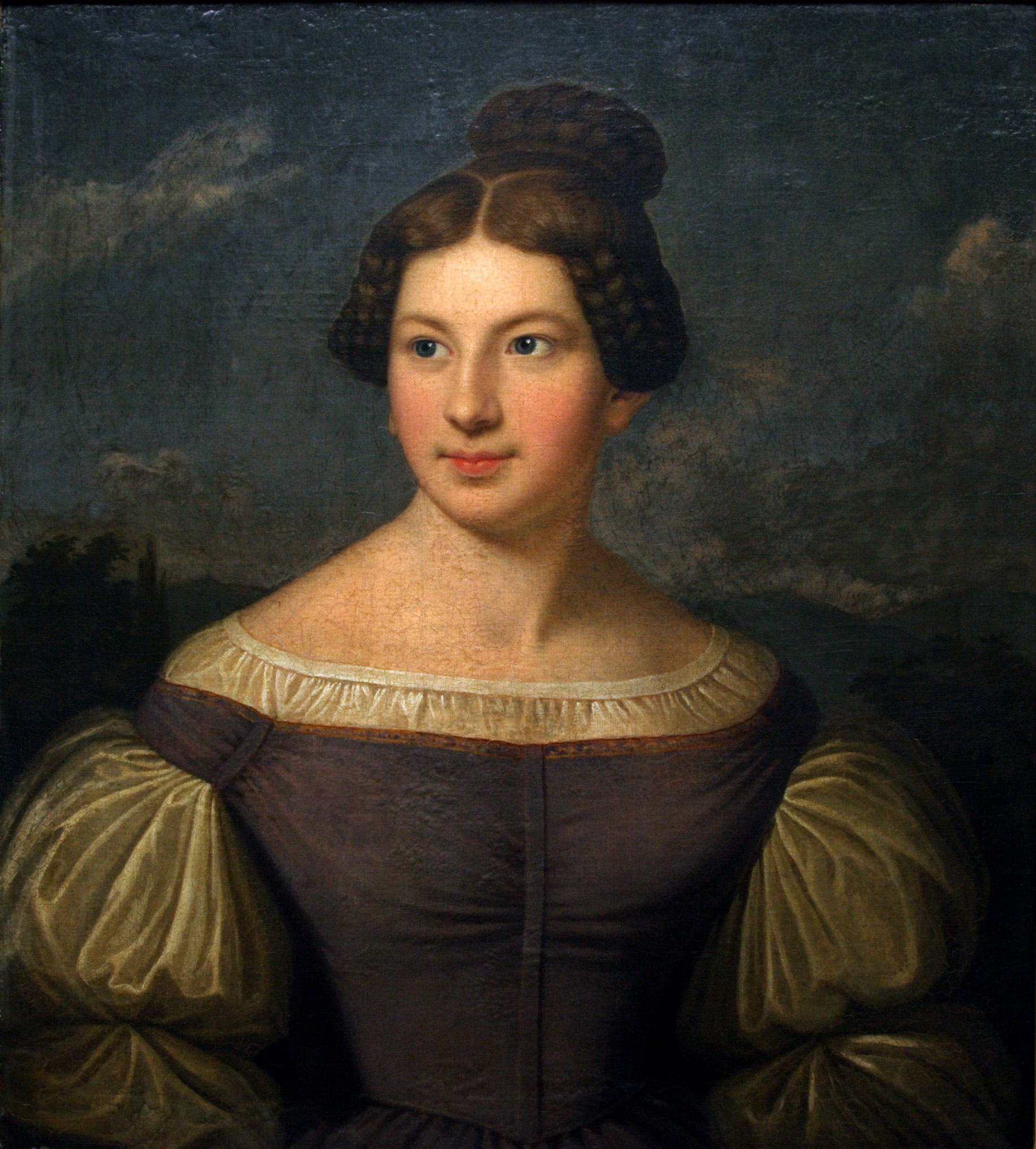
Портрет Марианны Родиус
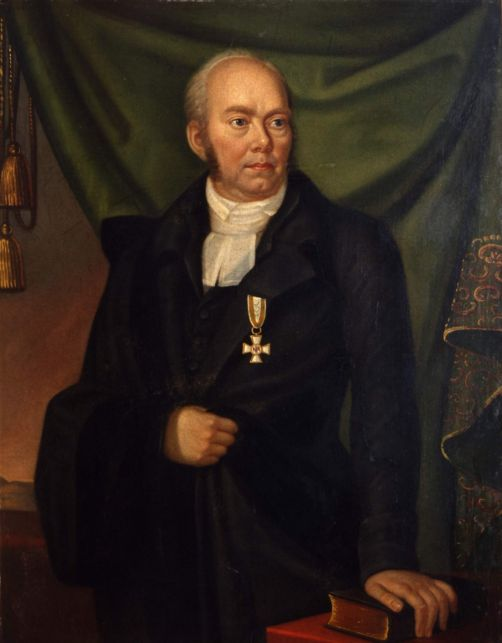
Портрет Августа Германа Нимейера
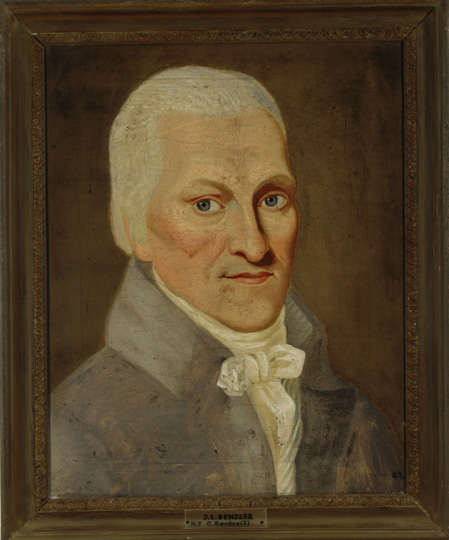
Портрет Иоганна Лоренца Бенцлера
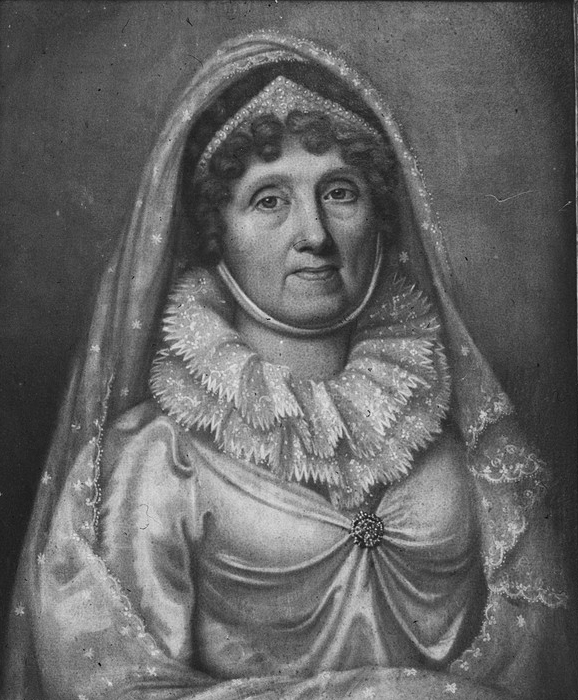
Портрет Фридерике фон Анхальт-Цербст

### на немецком
- Wilhelmine Bardua: Jugendleben der Malerin Caroline Bardua. Mit dem Bildniß der Caroline Bardua. Nach einem Manuskript ihrer Schwester Wilhelmine Bardua herausgegeben von Walter Schwarz. Hoffmann, Breslau 1874.
- Hans Peper: Karoline Bardua. In: Mitteldeutsche Lebensbilder. 2. Band: Lebensbilder des 19. Jahrhunderts. Magdeburg 1927, S. 107—116.
- Wilhelmine Bardua: Die Schwestern Bardua. Bilder aus dem Gesellschafts-, Kunst- und Geistesleben der Biedermeierzeit. Aus Wilhelmine Barduas Aufzeichnungen gestaltet von Johannes Werner. Koehler & Amelang, Leipzig 1929.
- Pfarrer Jung, Mußbach: Auf den Spuren einer alten Hugenotten-Familie in Mußbach. Zum 200-jährigen Geburtstag von Johann Adam Pardua, geboren am 24. August 1739 in Mußbach-Lobloch. (Nach den Familienforschungen des Oberstleutnants der Gend. Bardua in Bad Ems). Buchdruckerei Carl Bockfeld, Neustadt an der Weinstraße 1939.
- Josefine Rumpf. Bardua, Karoline // Neue Deutsche Biographie (нем.). — Berlin: Duncker & Humblot, 1953. — Bd. 1. — S. 587. — ISBN 3-428-00182-6.
- Petra Wilhelmy-Dollinger: Caroline und Wilhelmine Bardua, zwei namhafte Ballenstedterinnen. Stadtverwaltung Ballenstedt 1993 (Kulturhistorische Schriften Ballenstedt. 1).
- Inga Leuwer-Bardua: Bardua. In: Deutsches Geschlechterbuch. Band 206, Fünfundfünfzigster Allgemeiner Band, C.A. Starke, Limburg an der Lahn 1998, ISBN 3-7980-0206-1.
- Bärbel Kovalevski: Zwischen Ideal und Wirklichkeit — Künstlerinnen der Goethezeit. Gotha/Konstanz 1999, S. 43, 84, 90, 105, 131, 142, 173, 240.
- Christa Eschmann: Die Schwestern Bardua, Roman. Mitteldeutscher Verlag, Halle 2001. ISBN 3-89812-073-2.
- Martin Stolzenau: Die Malerin Karoline Bardua porträtierte geistige Größen ihrer Zeit. In: Mitteldeutsche Zeitung. 20. Februar 2002.
- Bärbel Kovalevski: Caroline Bardua. Verlag Dr. Bärbel Kovalevski, Berlin 2008. ISBN 978-3-9812252-3-5
- Nancy Tanneberger: Die Malerin Caroline Bardua (1781—1864) und ihre Zeit. Eine Würdigung, in: Weberiana. Mitteilungen der Internationalen Carl-Maria-von-Weber-Gesellschaft e. V., Heft 31 (Herbst 2021), S. 25-46